# Viking Nyström
Harald Jarl Viking Nyström, född 12 februari 1925 i Hangö, död 7 juli 2006 i Ekenäs, var en finländsk biolog och tecknare. Han var bror till författaren Hilding Nyström.
Nyström blev filosofie kandidat 1959. Han var 1960–1977 timlärare i zoologi, botanik och geografi vid Drumsö svenska samskola och vid Svenska aftonläroverket 1963–1977; därefter verkade han som frilanstecknare med uppdrag bland annat för skolboksförlagen. Han framträdde även som illustratör av naturprogram i tv.